# Fandom
Fandom (до 2007 года — Wikicities, до 2019 года — Wikia) — вики-хостинг, на котором размещаются вики-сайты в основном на развлекательные темы (то есть видеоигры, сериалы, фильмы и т. д.). Сервисом управляет Fandom, Inc., некоммерческая организация из Делавэра, основанная в октябре 2004 года Джимми Уэйлсом и Анджелой Бизли. Fandom была приобретена в 2018 году TPG Capital и Джоном Миллером через Integrated Media Co.
Fandom использует MediaWiki, программное обеспечение для вики с открытым исходным кодом, используемое Википедией. Fandom, Inc. получает доход от рекламы и платного контента, публикуя большинство пользовательских текстов под лицензиями копилефт. Компания также управляет связанным с Fandom редакционным проектом, предлагающим новости поп-культуры и игр. Вики Fandom размещаются на домене fandom.com, но некоторые, особенно те, которые посвящены темам, отличным от медиафраншиз, размещались на wikia.org до ноября 2021 года.

## История

### Викия

Логотип Викии до ребрендинга 2016—2017 годов

Сервис поддерживается коммерческой компанией Fandom, Inc. (США), ранее известной как Wikia, Inc., основанной Анжелой Бизли (англ. Angela Beesley) и Джимми Уэйлсом (англ. Jimmy Wales) в октябре 2004 года. Изначально проект получил название Wikicities (ВикиГорода). 27 марта 2006 года компания сообщила о том, что компанией получены венчурные инвестиции в размере 4 млн долл. США. Тогда же проект был переименован в Wikia (Викия), так как его создатели опасались, что люди будут считать его путеводителем по городам, а не сервисом для создания энциклопедий на любую тему. Девять месяцев спустя Amazon.com инвестировала в Wikia, Inc. 10 млн долл. США, а Джефф Блэкберн (англ. Jeff Blackburn), старший вице-президент по развитию бизнеса, вошёл в совет директоров компании.
В ноябре 2006 года Wikia, Inc. утверждала, что потратила 5,74 млн долл. США на маркетинг при 40—50 млн посещений страниц.
3 февраля 2005 года компания объявила о создании сотой вики на хостинге, а в июле 2007 года их было уже более 3000 на более чем 50 языках. Расширение проекта происходило не только за счёт создания новых энциклопедий, но и путём присоединения к хостингу независимых вики-энциклопедий.
7 апреля 2010 года количество сайтов на «Викии» перевалило за 100 тысяч. Количество участников при этом превысило цифру в 2 миллиона. Создать свой собственный сайт на хостинге можно на более чем 250 языках мира.
25 января 2016 года был запущен дополнительный сайт Fandom News & Stories или просто Fandom (fandom.wikia.com), представляющий собой новостную ленту, редактируемую участниками специально созданной программы Fandom Contributor Program.

### Фэндом

Логотип Фэндома до мая 2017 года

Логотип Фэндома до августа 2021 года

В сентябре 2016 было объявлено о ребрендинге хостинга. Новым названием должно было стать Fandom powered by Wikia. А незадолго до этого произошёл анонс «Обсуждений» — новой платформы для различных бесед по тематикам фэндомов среди фанатов поп-культуры. Всё это вместе дало три основных направления сайта: возможность получить информацию (Fandom News & Stories), описать информацию (вики), обсудить информацию с другими людьми («Обсуждения»).
В 2017 году название хостинга снова изменилось, но уже на FANDOM powered by Wikia. В данный момент хостинг вернулся к наименованию Fandom.
В 2018 году произошло глобальное обновление «Обсуждений». Сотрудники английского портала признали свои ошибки и извинились за «оторванность» расширения от самой вики. После этого они представили новый дизайн расширения, который стал намного больше похож на саму вики и получил больше связей с основным пространством статей.

### «Единая платформа»
В конце 2018 года сотрудники Fandom, Inc. сообщили о приобретении Curse Media у Twitch и последующем слиянии с хостингом Gamepedia. Результатом этого должна была стать новая «Единая платформа» (Unified Community Platform, кратко — UCP), основанная на базе MediaWiki версии 1.33, а не 1.19. Вместе с этим было решено окончательно удалить некоторые устаревшие расширения, вроде форумов (их контент заранее переносился в «Обсуждения», которые построены отдельно от MediaWiki), комментарии к статьям и стены обсуждения участников (их заменили на новые, которые также построены отдельно от MediaWiki).
В 2020 году снова были доработаны «Обсуждения» — они стали больше похожи на удалённый форум. Весной была выпущена первая рабочая версия «Единой платформы», которая впоследствии продолжала обновляться и получать исправления ошибок. Тогда же была и создана первая вики на новой платформе, а уже летом все новые вики-проекты сразу создавались на ней. Отзывы о новой платформе исходили смешанные. По большей части критиковались слишком резкий переход на новое программное обеспечение, из-за которого появилась необходимость обновлять большинство пользовательских стилей и скриптов. Также критиковался дизайн новых комментариев и стен обсуждения, удаление многих привычных служебных страниц, созданных специально для проектов на Фэндоме, обновление визуального редактора и прочее.
В конце весны 2020 года начался перенос проектов со старой платформы на новую. Перед этим у практически всех проектов были отключены форумы и введены «Обсуждения», чтобы избежать потери контента. На данный момент перенос продолжается; параллельно происходит перенос проектов Gamepedia, которые позже получат новый домен fandom.com.

### «Единый опыт»
Весной 2021 года сотрудники Fandom, Inc. сообщили о начале нового этапа интеграции Fandom и Gamepedia. Изначально он был известен под названием «Вторая фаза UCP», но затем её переименовали в «Единый опыт» (Unified Community Experience, кратко — UCX). Эта фаза не должна внести никаких изменений в платформу, а переработке подвергнутся лишь мобильный и настольный скины сайта.
Мобильный скин, названный FandomMobile, был развёрнут на всех вики в феврале-апреле 2021 года. Он пришёл на смену скинам Mercury (мобильный скин Фэндома) и Minerva (мобильный скин на проектах Gamepedia). Он совместил лучшие качества своих предшественников (поддержка разных пространств, использование современных возможностей MediaWiki и MobileFrontend, «липкое» содержание). Внешний вид FandomMobile на хостингах различается: Fandom использует голубоватые акцентные цвета, тогда как Gamepedia — оранжевые.
Настольный скин, названный FandomDesktop, был представлен 31 мая 2021 года. Больше всего он похож на скин, использовавшийся до этого — Oasis, развёрнутый в 2010 году — заимствуя некоторые из скина Gamepedia — Hydra, чтобы перенять всё наилучшее из обоих скинов. Летом 2021 новый скин был развёрнут на всех устройствах, а предыдущий скин был удалён.
На начало 2022 года на хостинге базируются более 385 000 вики-проектов.
3 октября 2022 года компания объявила о приобретении у Red Ventures таких онлайн-ресурсов как GameSpot, Metacritic, TV Guide, GameFAQs, Giant Bomb, Cord Cutters News и Comic Vine за около 50 млн долларов.

## Тематика вики-проектов на Фэндоме

### Общее
Вики-проекты на Фэндоме охватывают очень широкий круг вопросов; фактически разрешается писать на любую тему, если она не касается клеветы, оскорблений, порнографии или нарушения авторских прав. Запрещается также дублирование других проектов, относящихся к Викимедиа. Многие вики-проекты копируют стиль Википедии, но большинство имеют статьи, которые никогда бы не были размещены на Википедии. Например, статья о персонаже, который только упоминается в «Звёздных войнах». Также на Фэндоме допускается писать статьи со своей точки зрения, а не только с нейтральной, как в Википедии. Подобные правила регламентируются для каждой вики отдельно самим её сообществом.

### Сайты «вопросов и ответов»
Wikia, Inc. несколько лет боролась, чтобы открыть собственные сайты «вопросов и ответов», аналогичные, например, Google Answers. В январе 2009 года компания запустила этот проект под названием «Wikianswers», что вызвало серьёзную критику со стороны Answers.com, в рамках которого уже существовал сайт под названием «WikiAnswers». Генеральный директор Answers.com Боб Росеншейн (англ. Bob Rosenschein) заявил, что, сделав этот шаг, «Викия» создаёт путаницу на рынке.
Несмотря на различные трения, в марте 2010 года Wikia, Inc. вновь разрешила создавать вики-проекты «вопросов и ответов» под названием «Answers from Wikia». Данные сайты получают домены с префиксом answers, а участники могут, аналогично обычным проектам на «Викии», создавать сайты «вопросов и ответов» на любую тему.
В марте 2019 года компания сообщила о полном прекращении поддержки системы Wikianswers, и 15 мая 2019 года на хостинге не осталось ни одной вики «вопросов и ответов».

### OpenServing
OpenServing — это проект по созданию веб-сайтов со свободным содержимым в рамках «Викии», но каждый из создателей таких сайтов сможет получать доход от размещения рекламы на нём. Проект был запущен 12 декабря 2006 года и, несмотря на относительно высокую популярность, был закрыт в январе 2008 года. По словам Джимми Уэйлса, Wikia, Inc. получила несколько тысяч заявок на создание своих веб-сайтов, но сам проект никогда не был достаточно популярен и успешен. Все силы Wikia, Inc. были брошены на обычные проекты на «Викии», а все сайты, созданные в рамках OpenServing, были перенаправлены на «Викию».

## Программное обеспечение
Фэндом работает на движке MediaWiki, аналогичном тому, что использует Википедия. Ранее на Фэндоме были добавлены некоторые новые возможности, часть из которых может подключать или отключать локальный администратор вики через специальную страницу или по запросу напрямую сотрудникам Fandom, Inc. Среди таких, например, комментарии, форум, чат, достижения, галереи.
Из-за того, что движок был сильно модернизирован, инженеры Фэндома столкнулись с трудностями в обновлении платформы. Последнее обновление было проведено в 2011 году, когда сотрудники несколько месяцев исправляли баги, вызванные «неповоротливостью» платформы. В конечном итоге это привело к тому, что все вики-хостинги плавно обновлялись до новых версий MediaWiki, а Фэндом застрял на старой версии в течение десяти лет.
С релизом новой единой платформы (UCP) некоторые расширения Фэндома были удалены из-за непопулярности (чат), а остальные переписаны на собственном движке, отдельном от MediaWiki. Это вызвало обширную критику в сообществе и множество поломок, однако в течение года практически все баги были устранены. Новые версии будут устанавливаться плавно — так же, как на Википедии, поскольку теперь ничто не препятствует обновлению движка.

## Система поиска

### Wikiasari
Wikiasari (от технологии wiki и яп. 漁り асари — тщательный поиск) — проект компании Wikia, Inc. по созданию поисковой системы, основанной на технологии wiki.
Вопреки сообщениям информационных агентств и различных изданий, создатели Wikiasari утверждают, что это кодовое название не будет в дальнейшем являться официальным названием нового поискового проекта. По словам создателей, проект, осуществляемый в рамках сообщества Search Wikia, не связан с проектами Wikipedia и Amazon A9, хотя Amazon.com и оказывает спонсорскую помощь компании Wikia, Inc. в целом. Точно так же проект не связан с поисковиком Wikia Search.
Утверждалось, что первая версия поисковика должна появиться весной 2007 года. На «Викии», первоначально, была идея создать собственную поисковую систему. Она должна была называться Wikiasari. Однако в начале 2005 года от этого отказались.

### Wikia Search
Публичная альфа-версия поисковой системы Wikia Search была запущена 7 января 2008 года. Она вызвала резкую критику со стороны ведущих информационных агентств. В марте 2009 года проект был закрыт.

### Текущая поисковая система
В конце 2009 года на хостинг была запущена новая поисковая система, которая отображает результаты поиска с конкретной вики, находящейся на Фэндоме. В 2021 году она была доработана: появилась функция поиска по всем вики, существующим на хостинге.

## Компания
Fandom, Inc. базируется в Сан-Франциско (Калифорния, США). Первоначально компания была зарегистрирована во Флориде в 2004 году, а 10 января 2006 года была перерегистрирована в штате Делавэр. Компания имеет нескольких технических сотрудников в США, а также представительство в городе Познань (Польша).
Бизнес-модель компании заключается в получении прибыли за счёт рекламы, сам сервис вики-хостинга является бесплатным. Изначально компания использовала сервис Google AdSense, но затем перешла на Federated Media.
Весь контент, который создаётся в проектах Фэндома, за некоторыми исключениями, доступен на условиях Creative Commons Attribution-Share Alike License 3.0 или GNU FDL (более старые вики-проекты), и, соответственно, правовой статус текста полностью совместим с проектами некоммерческого Фонда Викимедиа. Инвестиции и прибыль используются для развития Фэндома, а также совершенствования движка MediaWiki и расширений для него. Как и некоммерческие проекты Фонда Викимедиа, сервис предоставляет возможность загрузки дампов баз данных, что делает сервисы Фэндома более предпочтительными для участников, опасающихся за потерю своего вклада коллективной правки в проектах, администрирование которых недостаточно прозрачно и открыто.

### Содержимое вики-проектов
Уровень разработки содержания в проектах Фэндома разный. На сайте каждый зарегистрированный участник может создать новую вики. Но поскольку желание или возможность их развивать с нуля есть не у всех, большинство из них забрасываются. Проекты-пустышки сразу не удаляются (если длительное время в вики не наблюдается активности, то замораживается база данных, а если никто не заинтересуется дальнейшей судьбой вики, вики удаляется с сохранением истории правок в архиве, если такие были), поэтому на один действующий и обновляющийся проект приходятся несколько десятков заброшенных.
Также множество вики были созданы самими участниками для различных тестов, что уже гарантирует тот факт, что развиваться они не будут.
Ранее на сайте было множество проектов-дубликатов, созданных по обыкновению участниками, которые не смогли наладить диалог с администрацией основного проекта. Это создавало путаницу для новопришедших людей.
В 2020 году инструмент создания вики был переработан: теперь он автоматически блокирует создание дубликата, если находит вики на данную тематику.

### Домены и скины
Часть энциклопедий, которые присоединились к Фэндому, имели свои собственные доменные имена. Однако компания, в конце концов, пойдя против воли создателей этих проектов, перевела эти вики-проекты на собственный домен второго уровня, ссылаясь на то, что так легче повысить их привлекательность для рекламодателей.
Самый первый скин — Quartz, использовавшийся с 2004 по 2008 год. Quartz выглядел весьма упрощённым образом, не было ни чёткого меню навигации, ни верхних панелей. Сверху находились блок «Викии», поиск и меню вики. Чуть ниже были кнопки «Править», «История» и пр. Вся остальная часть была заполнена основным пространством, а также рекламой.
В июне 2008 года хостинг перешёл на новое оформление — Monaco. Причём оно должно было обязательно использоваться по умолчанию на всех вики-проектах. Зарегистрированным участникам позволили выбирать между этим оформлением и Monobook, а некоторым проектам на «Викии» позволили сохранить этот скин по умолчанию. Новое оформление приживалось с трудом, так как требовало изменения оформления уже существующего контента на вики-проектах.
В августе 2010 года вновь было объявлено о полной смене оформления. Новый скин назвали New Wikia look (также известен как Oasis или Wikia), и он в корне отличался и от Monaco, и от Monobook. Главной причиной перехода на это оформление стало, по словам компании, желание отличаться от других вики-проектов, в первую очередь, Википедии; новое оформление должно было создать «Викии» своё, неповторимое лицо. 23 сентября 2010 года новое оформление было представлено официально, а уже 3 ноября того же года стало оформлением по умолчанию на всех без исключения вики-проектах. Было запрещено использовать другие скины в качестве оформления по умолчанию, а Monaco было удалено совсем. Новое оформление было призвано стать более «дружелюбным» к новичкам на вики-проектах, но подверглось жёсткой критике со стороны опытных участников «Викии». В результате несколько крупных проектов создали «альянс против Викии» (англ. Anti-Wikia Alliance), а не добившись возврата Monaco, оставили «Викию», перейдя на собственные независимые сайты.
25 мая 2018 года Wikia, Inc. отказалась от скина Monobook, ссылаясь на новые правила обработки персональных данных в Интернете — GDPR; таким образом, Oasis стал единственным скином, не считая мобильного, доступным как для новых, так и для старых участников. Все вики, до этого использовавшие собственные скины, были принудительно переведены на Oasis.
В августе 2018 года было объявлено о переходе с домена wikia.com на домен fandom.com. Переход состоялся в феврале-марте 2019 года.
В апреле 2021 года старые мобильные скины Фэндома и Геймпедии были удалены, а вместо них был развёрнут новый скин, FandomMobile.
В июне 2021 года планируется развернуть новый настольный скин, тоже единый для Фэндома и Геймпедии. Он назван FandomDesktop, по общей концепции он схож с предыдущим скином (Oasis), но имеет несколько отличий, сближающих его с традиционным оформлением вики-хостингов (например, глобальная навигация в левой части экрана, благодаря чему контент и локальная навигация смещены вправо).

## Критика
Критики отмечают, что на сайте много рекламы, «она раздражает и она везде». Также известны случаи несогласованных с сообществом крупных изменений у популярных вики, чаще всего ради поисковой оптимизации или бо́льших доходов. Согласно статистике авторов ресурса Weird Gloop, после ухода с Fandom количество редакторов вики в среднем удваивается. Авторы также отмечали «абсурдное количество» брендинга при заходе на сайт, например наличие кнопок подписки на Fandom в Инстаграме или Тиктоке.
Хостинг иногда расширяет своё пространство за счёт уже существующих независимых энциклопедий, основанных на вики-движке. При этом участникам данных проектов платили деньги или продавали акции компании, а оригинальный сайт закрывался, с перемещением всего контента на домен Фэндома.
На хостинг также поступали жалобы в связи с рекламой ненадлежащего характера на страницах энциклопедий.
Если сообщество конкретного вики-проекта захочет уйти с Фэндома и создать свой собственный сайт, компания не разрешает удалять контент проекта, продолжая искусственно поддерживать его в рабочем состоянии или набирая новых участников для данного вики-проекта. Это отрицательно сказывается на тех, кто ушёл с Фэндома, так как новый проект приходится заново продвигать в поисковых системах, что усложняет поиск рекламодателей.

## Блокировка и цензура
C 3 по 22 ноября 2012 года Викия блокировалась российскими операторами связи в связи с включением одного из её IP-адресов в Единый реестр запрещённых сайтов. Изначально в реестр был внесён IP-адрес Абсурдопедии 199.27.76.194.